# Filip Hausknecht
Filip Hausknecht (* 4. září 1997 Praha) je český levicový politik a sociální podnikatel.

## Životopis
Filip Hausknecht se narodil 4. září 1997 v Praze. Vystudoval Gymnázium Jana Nerudy a poté začal studovat sociologicko-ekonomická studia na Filozofické fakultě Univerzity Karlovy. Pracoval jako dobrovolník v Srbsku. Společně s dalšími družstevníky provozuje od roku 2018 sociální podnik Střecha, kde nacházejí zaměstnání a podporu lidé se zkušeností s bezdomovectvím anebo po výkonu trestu. Ve stejném roce také kandidoval v komunálních volbách do zastupitelstva Prahy 3. Získal 1 738 preferenčních hlasů, ale do zastupitelstva se nedostal. Působil též na radnici Prahy 3 ve výboru pro majetek, v komisi pro bytovou politiku a v představenstvu městské akciové firmy SMP. V roce 2019 se dostal do povědomí veřejnosti kvůli svým výrokům o vyvlastňování prázdných bytů.
V roce 2019 spoluzaložil hnutí Budoucnost, jehož se stal spolupředsedou. V komunálních volbách v roce 2022 kandidoval do Zastupitelstva hlavního města Prahy z 6. místa kandidátky koalice Solidarita, kterou tvořili ČSSD, Zelení, Budoucnost a Idealisté, ale neuspěl. Zároveň kandidoval do zastupitelstva Prahy 3 z 8. místa kandidátky koalice Praha 3 pro všechny, kterou tvořily ČSSD a Budoucnost, ale také neuspěl.
Hraje fotbal za AFK Union Žižkov.